# NGC 2551
NGC 2551 é uma galáxia espiral (Sa) localizada na direcção da constelação de Camelopardalis. Possui uma declinação de +73° 24' 45" e uma ascensão recta de 8 horas, 24 minutos e 50,2 segundos.
A galáxia NGC 2551 foi descoberta em 9 de Agosto de 1882 por Ernst Wilhelm Leberecht Tempel.